# Astragalus complanatus
Astragalus complanatus är en ärtväxtart som beskrevs av Aleksandr Andrejevitj Bunge. Astragalus complanatus ingår i släktet vedlar, och familjen ärtväxter.

## Underarter
Arten delas in i följande underarter:
- A. c. complanatus
- A. c. eutrichus